# 铁瓦寺 (北京)
铁瓦寺，位于北京市房山区河北镇河北村，是汉传佛教寺院，也是北京市文物保护单位。

## 简介
铁瓦寺始建于明朝。约建于明朝正德年间。清朝康熙十八年（1679年），北京地区发生八级以上地震，翌年又发生余震。铁瓦寺在地震中受到严重破坏，当地乡绅合力修复，补齐了破损的铁瓦，恢复了铁瓦殿原貌。
铁瓦寺坐北朝南。现存山门、东西配殿以及铁瓦殿。铁瓦殿呈圆柱状，高6米，直径5.8米，门窗发券，殿表的白灰墙上刷有铁红色。殿顶采用攒尖顶，6条脊自上朝6个方向垂下，将顶分为6个扇面。顶部的六条垂脊、宝珠、瓦都是铁制。铁瓦直径0.13米，长0.31米，共458块，大部铸有铭文。垂脊、宝珠、瓦共用铁约3000公斤。
2001年7月12日，铁瓦寺被公布为第六批北京市文物保护单位。